# ريتشارد بيردسال روجرز
ريتشارد بيردسال روجرز هو مهندس كندي، ولد في 15 يناير 1857 في بيتيربوروغ في كندا، وتوفي في 2 أكتوبر 1927.